# Roseland, Kalifornien
Roseland är en ort (CDP) i Sonoma County, i delstaten Kalifornien, USA. Enligt United States Census Bureau har orten en folkmängd på 6 325 invånare (2010) och en landarea på 2,4 km².